# Żółtlica owłosiona
Żółtlica owłosiona (Galinsoga quadriradiata Ruiz & Pav.) – gatunek rośliny z rodziny astrowatych.

## Zasięg występowania
Pierwotny zasięg występowania żółtlicy owłosionej obejmuje obszar na kontynentach amerykańskich rozciągający się od północnego Meksyku po północną Argentynę i południową Brazylię z wyłączeniem Antyli oraz środkowej i wschodniej części Ameryki Południowej (Paragwaj, znaczna część Brazylii). Gatunek został jednak szeroko rozprzestrzeniony na wszystkie kontynenty z wyjątkiem Antarktydy. Do Europy żółtlica ta została sprowadzona w XIX w. przez ogrody botaniczne, skąd samorzutnie rozprzestrzeniła się w środowisku naturalnym, jest więc ergazjofigofitem. W niektórych krajach (np. w Anglii, na Litwie) jest bardziej pospolita od sprowadzonej około 50 lat wcześniej żółtlicy drobnokwiatowej Galinsoga parviflora. W Polsce po raz pierwszy zanotowano ją w 1876 roku. Jest obecnie pospolita w całym kraju, choć lokalnie jest rzadsza od żółtlicy drobnokwiatowej. Status gatunku we florze Polski: epekofit.

## Morfologia
ŁodygaWzniesiona lub podnosząca się, silnie rozgałęziona, osiągająca wysokość 20–100 cm. Cała jest gęsto, odstająco owłosiona, szczególnie górą.
LiścieUlistnienie naprzeciwległe, liście dołem szerokojajowate, górą jajowatolancetowate lub jajowate, ostro zakończone, o brzegach grubo ząbkowanych. Są wiotkie, bezogonkowe i całe obficie, odstająco owłosione gruczołowymi włoskami.
KwiatyZebrane w drobne (3–5 mm szerokości) koszyczki wyrastające na długich i owłosionych szypułkach. Koszyczki są nieco większe od koszyczków ż. drobnokwiatowej, ponadto są owłosione – gruczołowe włoski u ż. owłosionej występują na listkach okrywy, podczas gdy u ż. drobnokwiatowej koszyczki są nagie. U ż. owłosionej silniej owłosione są także szypułki koszyczków. Okrywa koszyczka składa się z kilku jajowatych listków. Brzeżne kwiaty w koszyczku to 5 kwiatów języczkowych o białych, 3-ząbkowych płatkach. Wewnątrz koszyczka żółte kwiaty rurkowate. Plewinki przeważnie nierozcięte, ich brzegi są tylko frędzlowane.
OwoceDrobne, grzbietobrzusznie spłaszczone i owłosione niełupki. W koszyczkach występują dwa typy owoców (heterokarpia). Owoce powstające w środku koszyczka z kwiatów obupłciowych mają włoski puchu kielichowego wyciągnięte w wyraźną ość, owoce powstające z brzeżnych kwiatów języczkowych mają tylko szczątkowy puch kielichowy.
Gatunek podobnyŻółtlica drobnokwiatowa różni się słabszym owłosieniem.

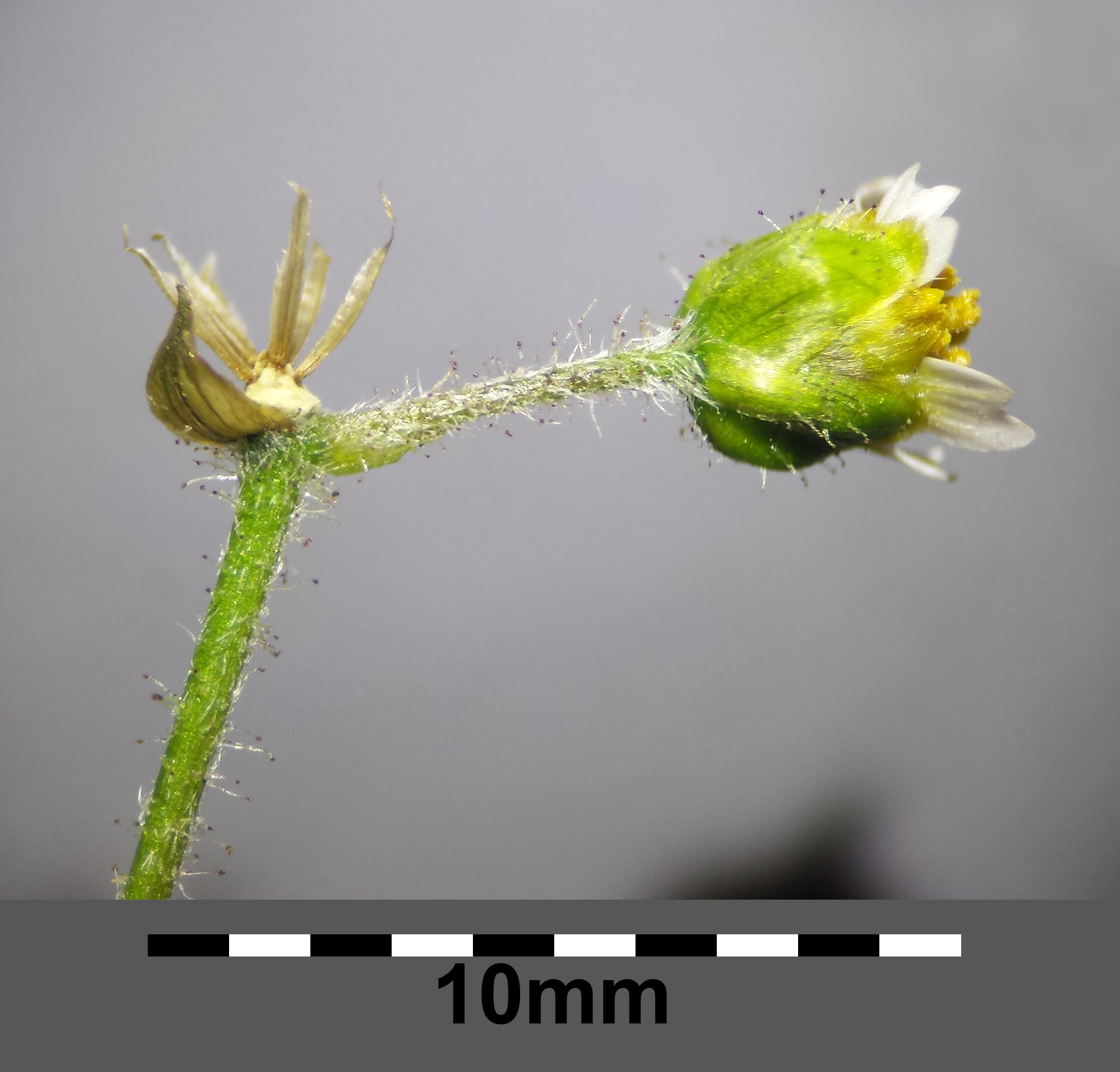
Owłosiona szypułka i koszyczek
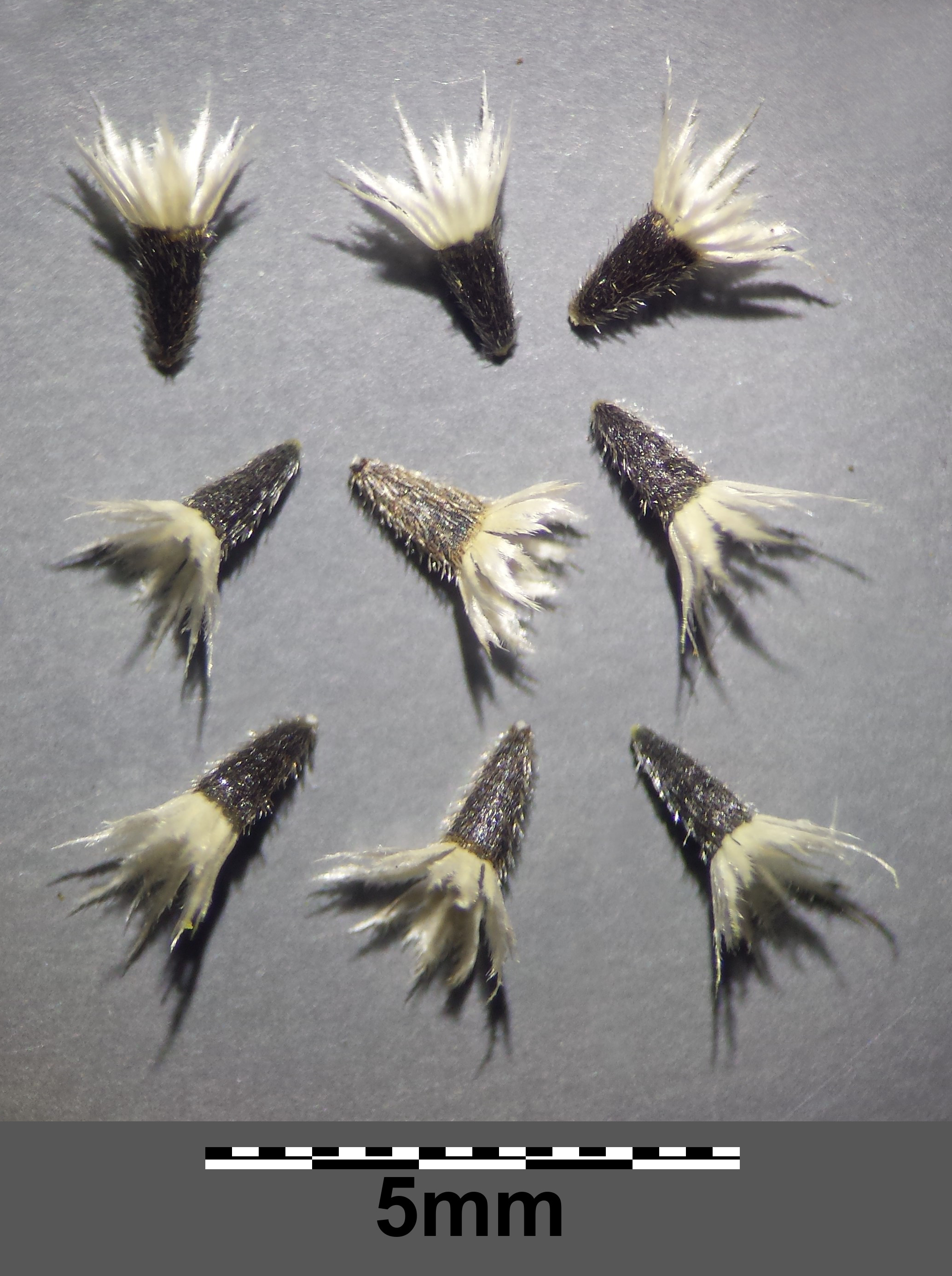
Owoce
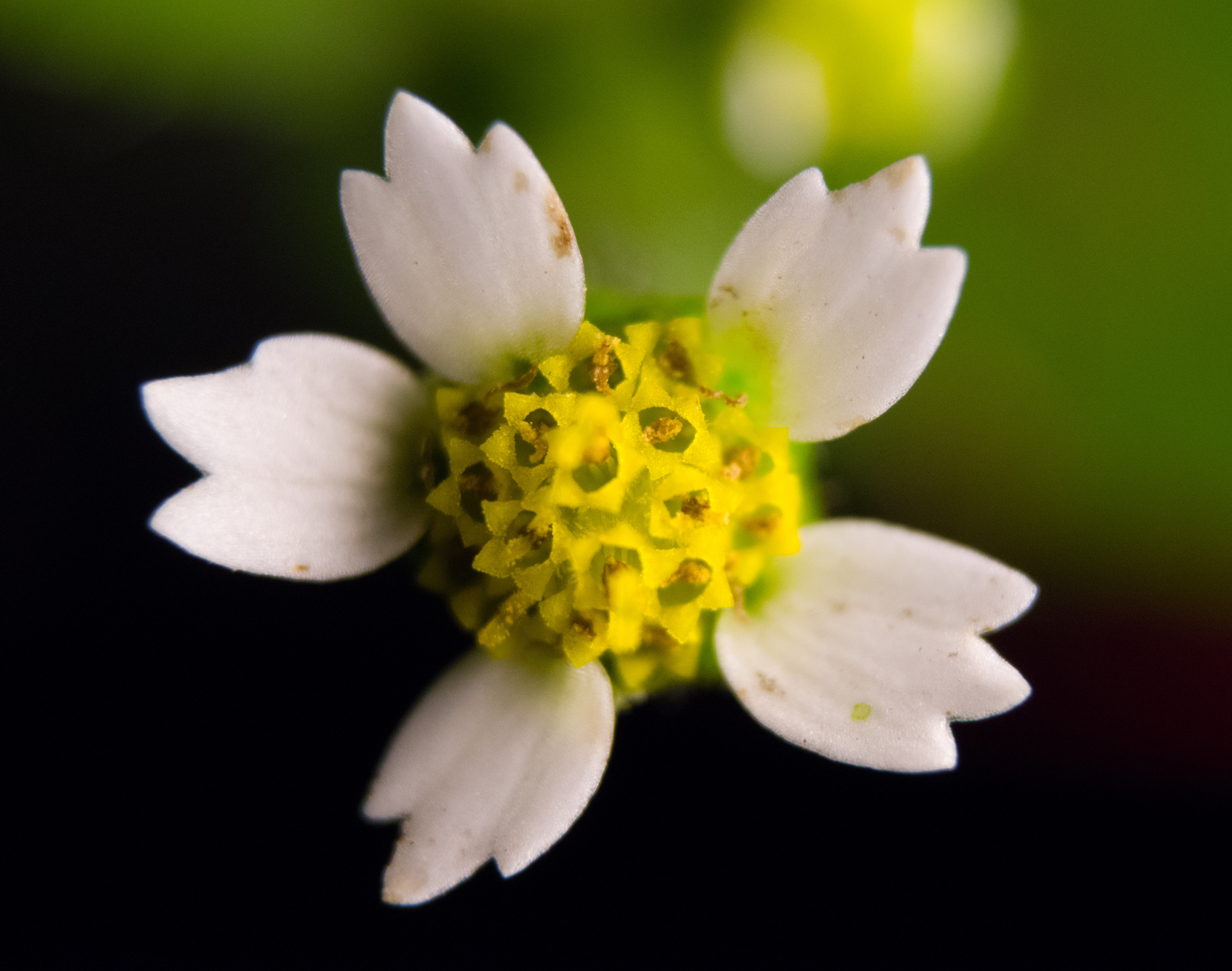
Kwiatostan
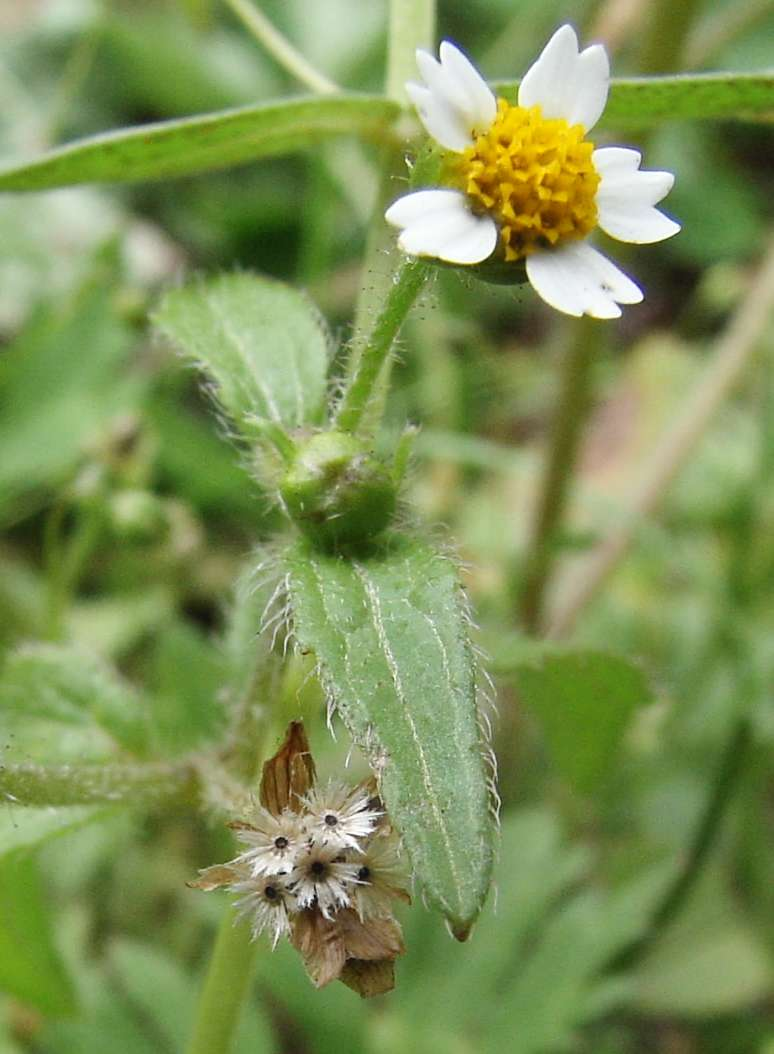
Pęd

## Biologia i ekologia
RozwójRoślina jednoroczna. Kwitnie od maja do października, a nawet do listopada (do pierwszych mrozów). Gatunek ciepłolubny i światłolubny. Rozmnaża się przez nasiona. Jedna roślina wytwarza ich od kilku do kilkudziesięciu tysięcy. Kiełkują w temperaturze 5–27 °C, optymalna wynosi 22 °C. Zachowują zdolność kiełkowania przez około 10 lat. Nasiona z puchem kielichowym rozsiewane są przez wiatr, nasiona bez puchu pozostają w glebie po obumarciu rośliny (autochoria).
SiedliskoWystępuje na takich samych siedliskach ruderalnych i segetalnych, jak żółtlica drobnokwiatowa: nieużytki, wysypiska ziemi i gruzu, przychacia, szczeliny murów, place budów, parki, cmentarze. Często obydwa gatunki występują razem. Preferują takie same gleby; piaszczyste, piaszczysto-gliniaste lub próchnicze i obydwa są roślinami azotolubnymi. W uprawach rolnych żółtlica owłosiona jest chwastem, głównie w uprawach roślin okopowych i w ogrodach. W klasyfikacji zbiorowisk roślinnych gatunek charakterystyczny dla Ass. Galinsogo-Setrietum.
Zmienność
Tworzy mieszańce z żółtlicą drobnokwiatową (Galinsoga × mixta).
GenetykaLiczba chromosomów 2n = 32, 36.

## Zastosowanie
- W ziołolecznictwie ludowym okłady z żółtlicy owłosionej stosowane były przeciw egzemie i innym zmianom skórnym, a także jako środek wzmacniający organizm[9]. Herbata z ziela jest środkiem mlekopędnym, a zewnętrznie używana jest do przemywania ran. Świeże i suszone ziele zawiera proteiny i witaminę C. Okres zbioru: od maja do października[10]. Żółtlica owłosiona nigdy nie znajdowała się w oficjalnym wykazie roślin leczniczych. Stosowano ją w postaci soku, maceratów, pogniecionego ziela lub wykonanej z niego maści (utarte ziele zmieszane z olejem lnianym i tranem)[9].
- Młode pędy lub same liście można przyrządzać po zmieleniu jak szpinak, można też robić z nich sałatki z oliwą. Mają własności odżywcze i odtruwające[9].
- Wyciąg z żółtlicy w postaci toniku, kremu lub oleju można używać do pielęgnowania cery suchej, łuszczycowej, alergicznej i naczyńkowej, rumieniowej, zaskórnikowej, z przebarwieniami i wysiękami[9].